# Copa Intercontinental 1993
La Copa Intercontinental 1993 fue la trigésimo segunda edición del torneo que enfrentaba al campeón de la Copa Libertadores de América con el campeón de la Liga de Campeones de la UEFA. Se llevó a cabo en un único encuentro jugado el 12 de diciembre de 1993 en el Estadio Nacional de la ciudad de Tokio, en Japón.
La disputaron São Paulo de Brasil, campeón de la Copa Libertadores 1993, y Milan de Italia, subcampeón de la Liga de Campeones de la UEFA 1992-93, en reemplazo del campeón, el club francés Olympique de Marsella, que había sido suspendido temporalmente por amaño de partidos. La victoria se la llevó el conjunto brasileño, en un partido que lo tuvo en ventaja en el marcador en tres oportunidades y que contó con cinco goles en total, siendo la final a un solo partido con más tantos convertidos en la historia del certamen. Con ese triunfo, São Paulo alcanzó su segundo título intercontinental, siendo el cuarto equipo en conseguir el bicampeonato del mundo de manera consecutiva después de su coterráneo Santos, y los italianos Inter y Milan.

## Equipos participantes
| UEFA (Europa)         |  | Milan     |  | Subcampeón de la Liga de Campeones de la UEFA (1992-93) |
| Conmebol (Sudamérica) |  | São Paulo |  | Campeón de la Copa Libertadores de América (1993)       |

## Sede
| Japón               |          |
| Ciudad              | Estadio  |
| Tokio               | Nacional |
|                     |          |
| 57 363 espectadores |          |

## Ficha del partido
| 1          | POR        | Sebastiano Rossi      |     |
| 2          | DEF        | Christian Panucci     |     |
| 6          | DEF        | Franco Baresi         |     |
| 5          | DEF        | Alessandro Costacurta |     |
| 3          | DEF        | Paolo Maldini         |     |
| 8          | MED        | Marcel Desailly       |     |
| 4          | MED        | Demetrio Albertini    | 79' |
| 7          | MED        | Roberto Donadoni      |     |
| 10         | DEL        | Daniele Massaro       |     |
| 9          | DEL        | Jean-Pierre Papin     |     |
| 11         | DEL        | Florin Răducioiu      | 79' |
| Entrenador | Entrenador | Fabio Capello         |     |

| 1          | POR        | Zetti          |     |
| 2          | DEF        | Cafú           |     |
| 4          | DEF        | Ronaldão       |     |
| 3          | DEF        | Válber         |     |
| 6          | DEF        | André          |     |
| 5          | MED        | Dinho          |     |
| 8          | MED        | Doriva         |     |
| 11         | MED        | Toninho Cerezo |     |
| 10         | MED        | Leonardo       |     |
| 9          | DEL        | Palhinha       | 64' |
| 7          | DEL        | Müller         |     |
| Entrenador | Entrenador | Telê Santana   |     |

| 13 | DEF | Alessandro Orlando | 79' |
| 14 | DEF | Mauro Tassotti     | 79' |

| 15 | DEL | Juninho | 64' |

| Anotado | 48' | Daniele Massaro   | 1:1 |
| Anotado | 81' | Jean-Pierre Papin | 2:2 |

| Anotado | 19' | Palhinha       | 0:1 |
| Anotado | 59' | Toninho Cerezo | 1:2 |
| Anotado | 88' | Müller         | 2:3 |

| Árbitro             | Joël Quiniou       |
| Árbitros asistentes | Park Hae-Yong      |
| Árbitros asistentes | Morihisa Yamaguchi |

| 1          | POR        | Sebastiano Rossi      |     |
| 2          | DEF        | Christian Panucci     |     |
| 6          | DEF        | Franco Baresi         |     |
| 5          | DEF        | Alessandro Costacurta |     |
| 3          | DEF        | Paolo Maldini         |     |
| 8          | MED        | Marcel Desailly       |     |
| 4          | MED        | Demetrio Albertini    | 79' |
| 7          | MED        | Roberto Donadoni      |     |
| 10         | DEL        | Daniele Massaro       |     |
| 9          | DEL        | Jean-Pierre Papin     |     |
| 11         | DEL        | Florin Răducioiu      | 79' |
| Entrenador | Entrenador | Fabio Capello         |     |

| 1          | POR        | Zetti          |     |
| 2          | DEF        | Cafú           |     |
| 4          | DEF        | Ronaldão       |     |
| 3          | DEF        | Válber         |     |
| 6          | DEF        | André          |     |
| 5          | MED        | Dinho          |     |
| 8          | MED        | Doriva         |     |
| 11         | MED        | Toninho Cerezo |     |
| 10         | MED        | Leonardo       |     |
| 9          | DEL        | Palhinha       | 64' |
| 7          | DEL        | Müller         |     |
| Entrenador | Entrenador | Telê Santana   |     |

| 13 | DEF | Alessandro Orlando | 79' |
| 14 | DEF | Mauro Tassotti     | 79' |

| 15 | DEL | Juninho | 64' |

| Anotado | 48' | Daniele Massaro   | 1:1 |
| Anotado | 81' | Jean-Pierre Papin | 2:2 |

| Anotado | 19' | Palhinha       | 0:1 |
| Anotado | 59' | Toninho Cerezo | 1:2 |
| Anotado | 88' | Müller         | 2:3 |

| Árbitro             | Joël Quiniou       |
| Árbitros asistentes | Park Hae-Yong      |
| Árbitros asistentes | Morihisa Yamaguchi |

|                         |
| Bandera de Brasil       |
| Campeón São Paulo F. C. |
| 2.do título             |